# Mentha dahurica
Mentha dahurica — вид губоцвітих рослин родини глухокропивових.

## Опис
Рослини кореневищні, багаторічні. Стебла прямостоячі, 30–60 см, рідко розгалужені. Черешок 7–10 мм; листові пластинки від яйцеподібних до довгастих, ≈ 3 × 1,3 см, голі або слабо запушені. Кластери містять 5–13 квіток. Квітконіжка 1–3 мм. Віночок червонуватий або пурпурно трояндовий, ≈ 5 мм. 

## Поширення та екологія
Азія: Китай (Хейлунцзян, Цзілінь, Внутрішня Монголія); Росія (Хабаровський край, Приморський край, Амурська область, Бурятія, Якутія-Саха, Читинська область, Іркутська область).